# 蔚山広域市
座標: 北緯35度33分 東経129度19分 / 北緯35.550度 東経129.317度

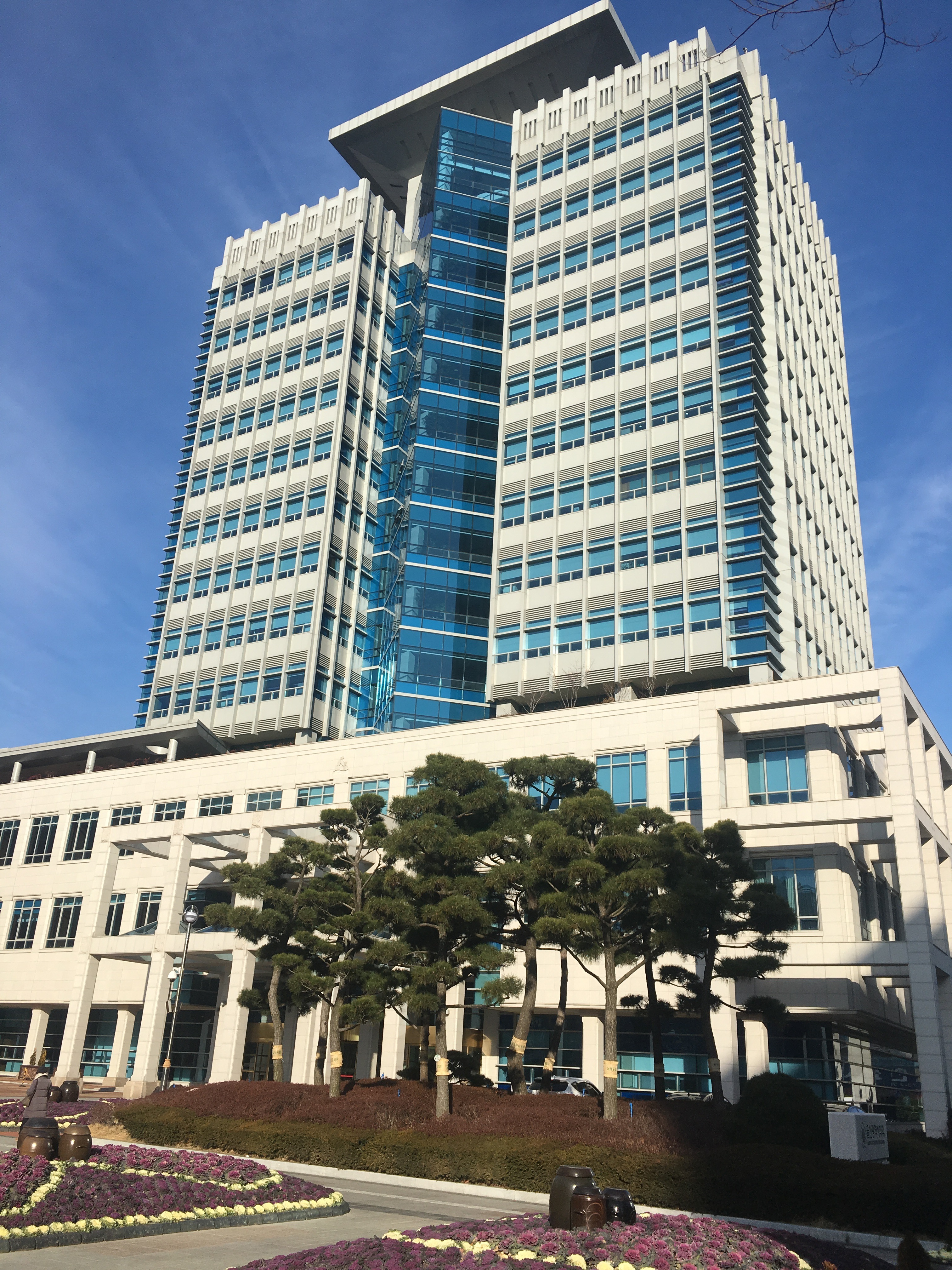
蔚山広域市庁

蔚山広域市（ウルサンこういきし、韓: 울산광역시、英: Ulsan）は、大韓民国南東部にある広域市。

## 地理
日本海に面し、釜山広域市から北へ70km離れている。区の大部分は工業都市、郡部は農村も存在する典型的な都市・農村の複合都市になっている。
郊外の蔚州郡は山岳地帯（嶺南アルプス、ヨンナムアルプス）から海まで広がり、1000メートル以上の高い山がある一方、海水浴場もあるなど起伏に富んでいる。

## 歴史

### 古代
三韓時代には辰韓に属して、西南部地域には于尸山国があった。中部地域には屈阿火村が形成されている。新羅時代には中部地域の屈阿火県と西部地域の居知火県、西南部地域の于火県、東北部地域の律浦県、南部地域の生西良郡があった。統一新羅時代の757年に屈阿火県が河曲県に、居知火県が巘陽県に、于火県が虞風県に、律浦県が東津県にそれぞれ改称された。

### 中世
高麗時代には940年に河曲・東津・虞風の3県を統合して興麗府に昇格した。995年に全国を499県に分割する地方行政区域改編を断行、興麗府を恭化県に格下げして別号を鶴城とし、1018年に恭化県に巘陽県・機張県・東萊県を統合して蔚州に改編、1143年に巘陽県が彦陽県に改称した上で州県に昇格、1304年に機張県が梁州に編入している。李氏朝鮮時代には1405年に東萊県が州県に昇格、1413年に蔚州を蔚山郡に改称して初めて蔚山という称号が登場するようになった。
蔚山広域市北区塩浦洞に1426年から1509年まで塩浦倭館が設置され、中世の三浦倭館のひとつであった。蔚山旧市街から湾を隔てた南岸にあり、現代自動車工場敷地となっている。当時は蔚山旧市街に置かれた蔚山郡と慶尚左道兵馬節度使の管轄下にあった。1494年には約150人の日本人が住み、1509年の三浦の乱によって閉鎖された。
文禄の役で、1593年、現在の市の南部の海岸近くに加藤清正により西生浦倭城が築かれた。慶長の役では、1597年に現在の市の中心部に蔚山倭城が浅野幸長らにより築かれる。築城まもなく朝鮮・明連合軍が多勢をもって当城を包囲したが、日本側は撃退に成功した（蔚山城の戦い）。

### 近代
1598年には蔚山郡に彦陽県を統合して蔚山都護府に昇格した。1612年に彦陽県を再び分離した。1895年全国を23府と336郡に改編したのに伴って蔚山都護府を蔚山郡に、彦陽県を彦陽郡に改称した。
1910年からの日本統治時代には工業都市・捕鯨基地として繁栄し、1914年府·郡を整理·廃合する地方制度改編の時彦陽郡を蔚山郡に統合した。1931年には蔚山面が蔚山邑に昇格した。1937年には方魚津面が方魚津邑に昇格している。

### 現代
大韓民国成立後、1950年に勃発した朝鮮戦争の時、開戦から3ヵ月後の9月10日に北朝鮮軍が蔚山付近まで迫った。
朝鮮戦争終結後も国内有数の工業都市として発展し、1962年には蔚山邑（のちの中区）・方魚津邑（のちの東区）・大峴面（のちの南区）・下廂面（のちの北区の南部）の全地域と青良面の斗旺里、凡西面の無去・茶雲里、農所面（のちの北区の西北部）の松亭・花峰里が蔚山特定工業地区に指定・公布された。
蔚山特定工業地区はその後蔚山市に昇格、残り13個面は蔚州郡に改称された。1985年蔚山市に区制が実施されて中区と南区を設置し、1988年方魚津出張所が東区に昇格した。1991年蔚州郡を蔚山郡に改称した。1995年蔚山市·郡を蔚山市に統合し、蔚山郡を蔚州区に改編した。1997年蔚山広域市に昇格。北区が新設され、蔚州区が蔚州郡に復郡されて4区1郡体制になった。
2002年に行われた日韓共催のFIFAワールドカップの開催地となり、蔚山文殊サッカー競技場でブラジル対トルコ戦（グループリーグ）、アメリカ対ドイツ戦（準々決勝）など3試合を開催した。
- 1962年6月1日 - 蔚山郡蔚山邑・方魚津邑・大峴面・下廂面および青良面・凡西面・農所面のそれぞれ一部を蔚山市に昇格。
- 1985年7月15日 - 中区・南区設置。(2区)
- 1988年1月1日 - 中区の方魚津出張所管轄区域を東区として分離。(3区)
- 1995年1月1日 - 蔚山市・蔚山郡が合併し、蔚山市が発足（4区14面）。
  - 蔚山郡の区域をもって、蔚州区を設置。
- 1995年3月2日 - 農所面が農所邑に昇格（4区1邑13面）。
- 1996年2月1日 （4区3邑11面）
  - 温山面が温山邑に昇格。
  - 彦陽面が彦陽邑に昇格。
- 1997年7月15日 - 慶尚南道蔚山市が蔚山広域市に昇格。（4区1郡）
  - 蔚州区を蔚州郡に改編。
  - 中区の一部および蔚州郡農所邑・江東面をもって北区を設置。

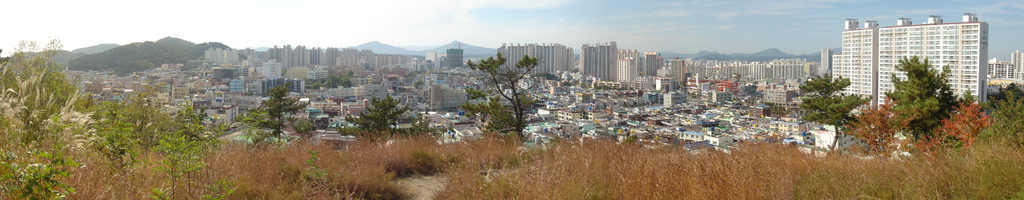
蔚山の市街地風景

## 行政・政治
工業都市として多くの労働者がおり、労働組合の活動が活発であるため、近くの昌原市と共に進歩勢力が強い地域である。「進歩政治の1番地」と呼ばれる。

### 市長
- 第7代：宋哲鎬（朝鮮語版）（송철호、任期：2018年7月1日〜現在）

歴代市長については蔚山広域市長を参照。

### 市議会
- 定数：22議席（地域区19＋比例代表3）地域区は小選挙区制。

|            |            | 合計 | 内訳 | 内訳 | 内訳 |
| 共に民主党 | 自由韓国党 | 合計 |      |      |      |
| 合計       | 合計       | 22   | 17   | 5    |      |
| ---------- | ---------- | ---- | ---- | ---- | ---- |
| 内訳       | 地域区     | 19   | 15   | 4    |      |
| 内訳       | 比例代表   | 3    | 2    | 1    |      |
出典：蔚山広域市議会ホームページ 2019年2月8日閲覧。

### 区
- 中区（중구）　Jung-gu
- 南区（남구）　Nam-gu
- 東区（동구）　Dong-gu
- 北区（북구）　Buk-gu

### 郡
- 蔚州郡（울주군） Ulju-gun

読みと各種表記は大韓民国の地方行政区画を参照。

## 気候
- 最高気温極値は38.6℃（1983年8月3日）、最低気温極値は-16.7℃（1936年1月27日）である。
- 2013年8月8日、40.4℃の最高気温を記録した[9]。

| 蔚山広域市（蔚山気象台）の気候                              | 蔚山広域市（蔚山気象台）の気候 | 蔚山広域市（蔚山気象台）の気候 | 蔚山広域市（蔚山気象台）の気候 | 蔚山広域市（蔚山気象台）の気候 | 蔚山広域市（蔚山気象台）の気候 | 蔚山広域市（蔚山気象台）の気候 | 蔚山広域市（蔚山気象台）の気候 | 蔚山広域市（蔚山気象台）の気候 | 蔚山広域市（蔚山気象台）の気候 | 蔚山広域市（蔚山気象台）の気候 | 蔚山広域市（蔚山気象台）の気候 | 蔚山広域市（蔚山気象台）の気候 | 蔚山広域市（蔚山気象台）の気候 |
| 月                                                          | 1月                            | 2月                            | 3月                            | 4月                            | 5月                            | 6月                            | 7月                            | 8月                            | 9月                            | 10月                           | 11月                           | 12月                           | 年                             |
| ----------------------------------------------------------- | ------------------------------ | ------------------------------ | ------------------------------ | ------------------------------ | ------------------------------ | ------------------------------ | ------------------------------ | ------------------------------ | ------------------------------ | ------------------------------ | ------------------------------ | ------------------------------ | ------------------------------ |
| 最高気温記録 °C （°F）                                      | 19.3 (66.7)                    | 24.2 (75.6)                    | 25.4 (77.7)                    | 31.0 (87.8)                    | 34.7 (94.5)                    | 35.5 (95.9)                    | 38.2 (100.8)                   | 38.8 (101.8)                   | 35.6 (96.1)                    | 30.5 (86.9)                    | 27.5 (81.5)                    | 22.4 (72.3)                    | 38.8 (101.8)                   |
| 平均最高気温 °C （°F）                                      | 7.4 (45.3)                     | 9.6 (49.3)                     | 13.7 (56.7)                    | 19.3 (66.7)                    | 23.7 (74.7)                    | 26.1 (79)                      | 29.2 (84.6)                    | 30.0 (86)                      | 26.0 (78.8)                    | 21.8 (71.2)                    | 15.9 (60.6)                    | 9.6 (49.3)                     | 19.4 (66.9)                    |
| 日平均気温 °C （°F）                                        | 2.4 (36.3)                     | 4.3 (39.7)                     | 8.4 (47.1)                     | 13.7 (56.7)                    | 18.2 (64.8)                    | 21.6 (70.9)                    | 25.2 (77.4)                    | 26.0 (78.8)                    | 21.7 (71.1)                    | 16.5 (61.7)                    | 10.4 (50.7)                    | 4.3 (39.7)                     | 14.4 (57.9)                    |
| 平均最低気温 °C （°F）                                      | −1.8 (28.8)                    | −0.3 (31.5)                    | 3.5 (38.3)                     | 8.5 (47.3)                     | 13.4 (56.1)                    | 17.7 (63.9)                    | 22.1 (71.8)                    | 22.8 (73)                      | 18.2 (64.8)                    | 12.1 (53.8)                    | 5.7 (42.3)                     | −0.1 (31.8)                    | 10.2 (50.4)                    |
| 最低気温記録 °C （°F）                                      | −14.3 (6.3)                    | −12.5 (9.5)                    | −9.6 (14.7)                    | −2.6 (27.3)                    | 3.6 (38.5)                     | 6.8 (44.2)                     | 13.9 (57)                      | 13.4 (56.1)                    | 7.9 (46.2)                     | 0.4 (32.7)                     | −7.8 (18)                      | −12.4 (9.7)                    | −14.3 (6.3)                    |
| 降水量 mm （inch）                                          | 38.6 (1.52)                    | 39.9 (1.571)                   | 68.4 (2.693)                   | 96.9 (3.815)                   | 107.4 (4.228)                  | 155.5 (6.122)                  | 234.1 (9.217)                  | 234.1 (9.217)                  | 170.3 (6.705)                  | 74.8 (2.945)                   | 44.2 (1.74)                    | 28.4 (1.118)                   | 1,292.6 (50.89)                |
| 平均降水日数 （≥0.1 mm）                                    | 5.5                            | 6.0                            | 8.2                            | 8.8                            | 9.3                            | 10.0                           | 13.6                           | 12.7                           | 10.5                           | 5.8                            | 5.9                            | 4.5                            | 100.8                          |
| 平均降雪日数                                                | 1.8                            | 2.1                            | 0.9                            | 0.0                            | 0.0                            | 0.0                            | 0.0                            | 0.0                            | 0.0                            | 0.0                            | 0.1                            | 1.2                            | 6.1                            |
| % 湿度                                                      | 48.5                           | 50.5                           | 56.1                           | 59.1                           | 64.6                           | 73.5                           | 78.6                           | 77.7                           | 75.8                           | 67.1                           | 60.0                           | 50.9                           | 63.5                           |
| 平均月間日照時間                                            | 192.8                          | 184.4                          | 200.9                          | 213.1                          | 221.4                          | 171.9                          | 155.7                          | 175.8                          | 159.0                          | 196.4                          | 183.6                          | 194.5                          | 2,249.5                        |
| 出典：韓国気象庁 (平均値：1991年-2020年、極値：1932年-現在) |                                |                                |                                |                                |                                |                                |                                |                                |                                |                                |                                |                                |                                |

## 経済

### 工業
現代自動車のお膝元であり、自動車の生産高で大韓民国一位である。現代尾浦造船やHD現代重工業など現代グループ系企業の城下町でもある。また海岸沿いに韓国最大の石油コンビナートが広がり、工業都市の様相を示している。
特に造船に関しては、長らく地域経済をリードする業種であり、蔚山を9年連続で1人当たりの所得が韓国一の都市に押し上げる原動力となっていた。しかしながら2010年代において造船業は凋落傾向になり、2019年3月には現代重工業と大宇造船海洋との提携で合意、ソウルに新たな持ち株会社を置くことを決定。蔚山経済の地盤沈下に繋がりかねないことから抗議行動が続々と起き、市長が剃髪して抗議する姿も見られた。

### 農林水産業
捕鯨基地としても有名であり、大韓民国で消費される鯨肉のほとんどが、蔚山で水揚げされたものである。クジラの多くは小型のミンククジラであり、混獲されたものが流通するというのが前提であるが、海洋警察庁によってしばしば違法な捕鯨が摘発されている。2021年に、政府はミンククジラを法的に保護し、混獲も含めて肉の流通を根絶する事を発表したが、これに対して長生浦一帯の飲食業の関係者からの抗議が起こっている。

## 教育

### 大学校
国立
- 蔚山科学技術院(UNIST)

私立
- 蔚山大学校

遠隔大学
- 韓国放送通信大学校（蔚山地域大学）

### 専門大学
- 蔚山科学大学校
- 春海保健大学校
- 韓国ポリテク7大学（蔚山キャンパス）

### 大学院大学
国立
- 韓国電力国際原子力大学院大学校

## スポーツ
HD現代・HD現代重工業の傘下でKリーグ1に所属する蔚山HD FCと、現代モービスの傘下で韓国バスケットボールリーグに所属する蔚山現代モービスフィバスが本拠地を置いている。2014年、蔚山文殊野球場が完成しプロ野球ロッテ・ジャイアンツが時々主催試合を開催する。
| 種目     | チーム名                 | 創立年度 | ホーム競技場           |
| Kリーグ1 | 蔚山HD FC                | 1983年   | 蔚山文殊サッカー競技場 |
| KBL      | 蔚山現代モービスフィバス | 2001年   | 東川体育館             |

## 交通

### 航空
- 蔚山空港

日本統治時代には、旧・蔚山飛行場より内地からの直行航空便や、満州国との定期便があった（満州航空が運航）。大韓民国成立後、1970年に現・蔚山空港が設けられ、金浦国際空港との航空便（大韓航空、アシアナ航空）が1時間に1本ほどの割合で運航されており、済州国際空港との路線も1日1往復設けられている。

### 鉄道
- 韓国鉄道公社（KORAIL）
  - 京釜高速線：蔚山駅
  - 東海線：西生駅 - 南倉駅 - 望陽駅 - 徳下駅 - 開雲浦駅 - 太和江駅 - 北蔚山駅

2010年11月1日に京釜高速線の東大邱駅 - 釜山駅間が開通し、KTX・SRTは高速線上にある蔚山駅に停車する。蔚山駅は市街地より約20km内陸に位置しており、ソウル駅 - 釜山駅を結ぶ列車の約半数が停車する。ソウルまで約2時間20分、水西まで約2時間、釜山まで21分。
従来蔚山駅を名乗っていた東海南部線（現：東海線）の駅は、京釜高速線蔚山駅開業と同時に太和江駅と改称した。

### バス

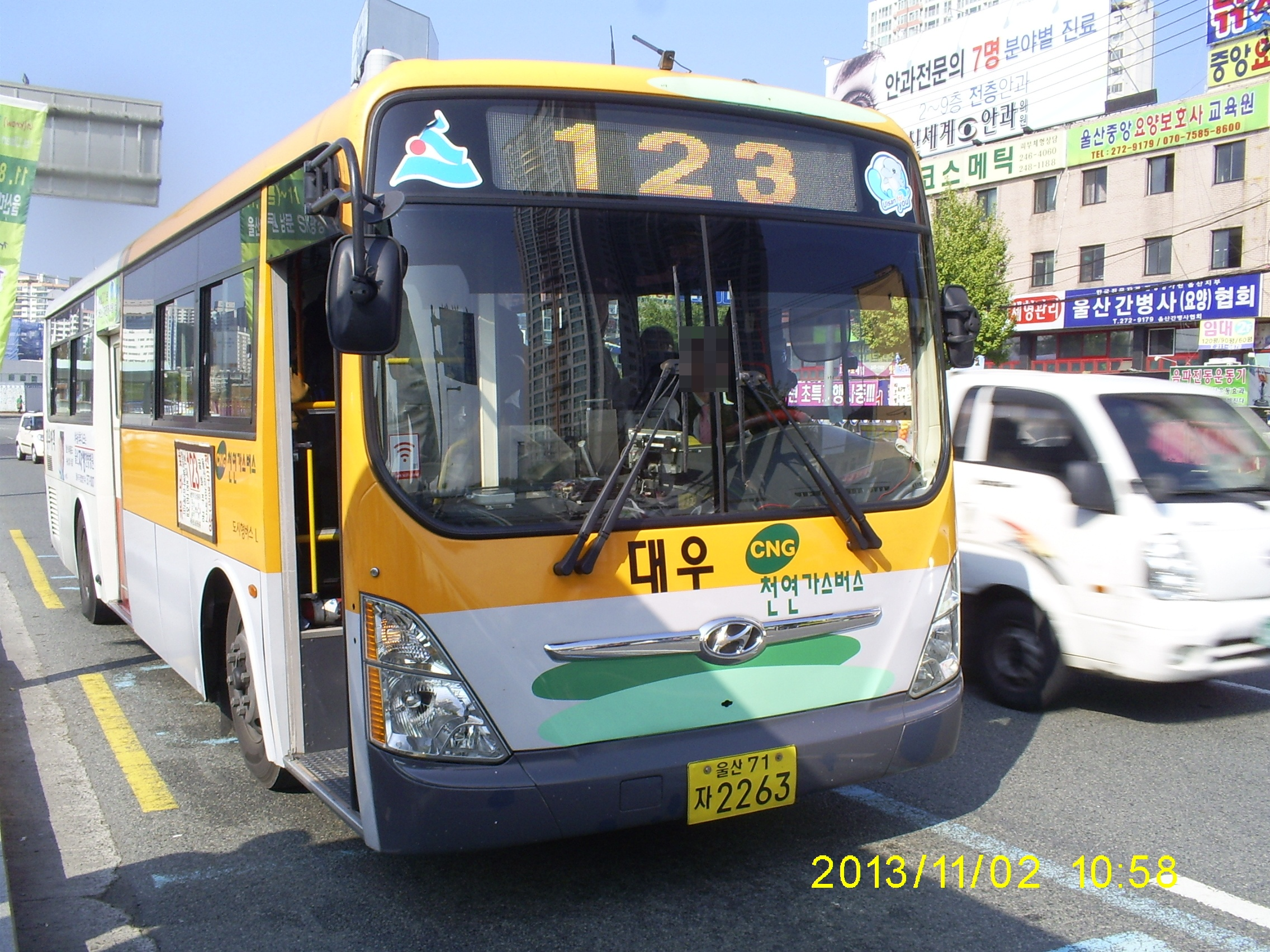
蔚山市の一般路線バス

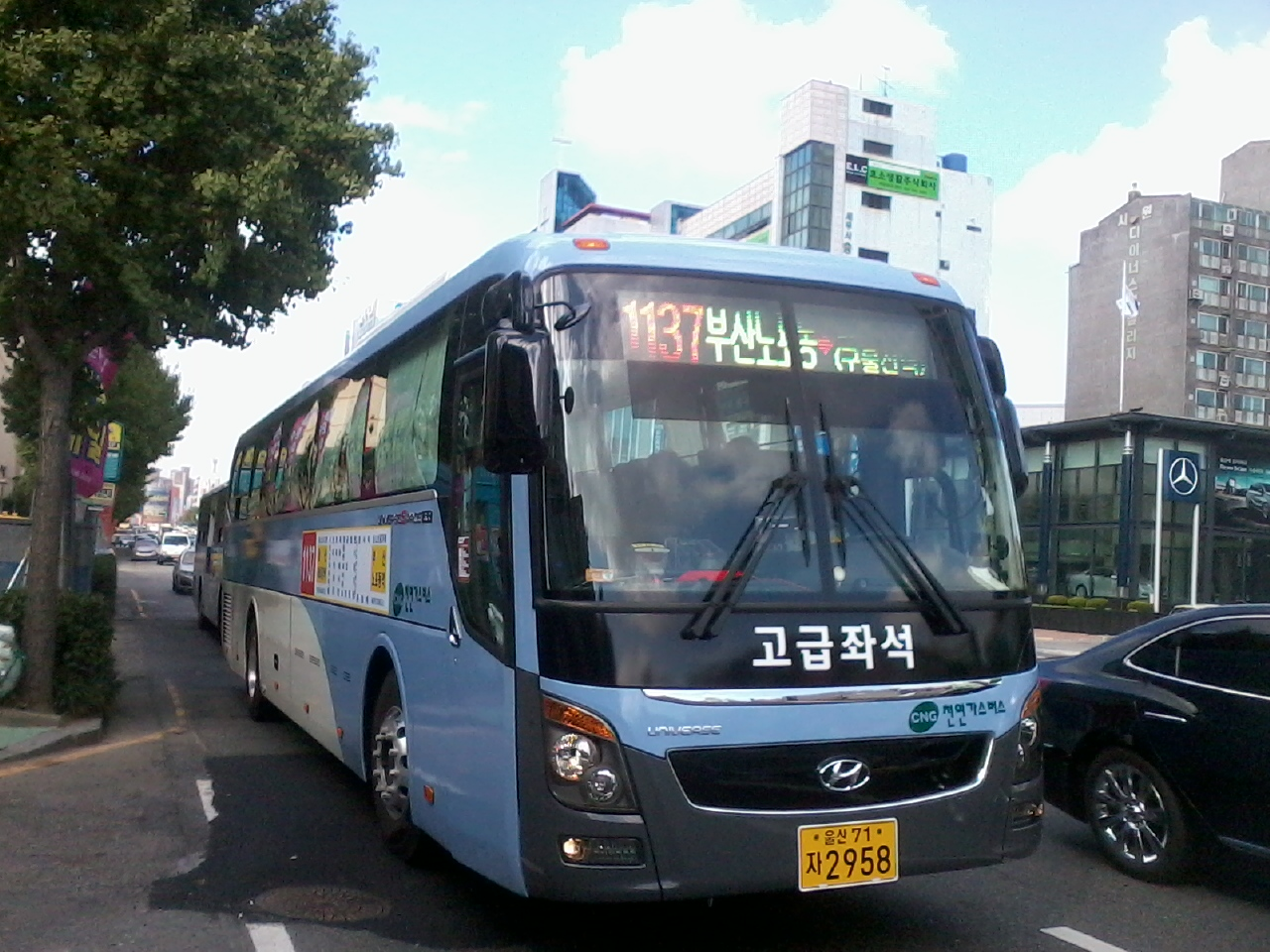
蔚山市の座席路線バス

#### バスターミナル
- 蔚山高速バスターミナル
  - ソウル行きはおよそ30分間隔で発着し、所要時間は4時間30分。この他、天安・大田・大邱・光州・全州行きがある。
- 蔚山市外バスターミナル
  - 高速バスターミナルの道路向かいにある。釜山・金海国際空港・浦項などへのバスが発着する。

#### 市内バス
バス運送事業組合の傘下事業者により、バス路線が設定・運行されている。一部路線は釜山広域市や梁山市へも乗り入れているほか、釜山広域市・梁山市の市内バスにも蔚山市内への乗り入れ路線がある。運賃支払いに交通カード「マイビーカード」を導入している。

### 高速道路
高速道路は京釜高速道路が市の西部を南北に貫通し、蔚山高速道路が京釜高速道路彦陽ジャンクションと連結している。2008年12月に釜山-蔚山高速道路が開通。

### 国道
- 国道7号
- 国道14号線 (韓国)
- 国道24号線 (韓国)
- 国道31号線 (韓国)（朝鮮語版）
- 国道35号線 (韓国)（朝鮮語版）

## メディア

### テレビ・ラジオ局
- KBS蔚山放送局
- 蔚山文化放送(蔚山MBC)
- 蔚山放送 (ubc・SBS系列局)

### ラジオ局
- 蔚山極東放送

## 観光地
- 太和江
- 太和江国家庭園(十里竹の畑）
- 蔚山大公園
- 大王岩公園
- 加智山
- 神佛山ススキ平園
- 酌掛川
- パレソの滝
- 大雲山の谷
- 艮絶岬
- 朱田小石海辺
- 日山海水浴場
- 鎭下海水浴場
- 蔚州大谷里盤龜台岩刻画
- 川前里刻石
- 長生浦クジラ博物館
- クジラの海旅行船
- 蔚山博物館
- 朱田烽燧台
- 蔚山倭城
- 西生浦倭城
- 彦陽邑城
- 石南寺
- 登億温泉
- 石油化学工団
- 蔚山造船所

## 姉妹都市
萩市との姉妹都市提携は、日韓国交正常化後で初となるものである。
- 萩市（1968年10月29日）
- 花蓮市（1981年6月19日）
- ポートランド（1987年11月20日）
- 長春市（1994年3月15日）
- イズミル（2002年6月2日）
- サントス（2002年6月3日）
- カインホア省（2002年6月20日）
- トムスク（2003年11月12日）
- 熊本市（2010年4月26日）

## 友好都市
- 煙台市（2001年11月8日）
- 新潟市（2006年8月27日）
- 青島市 （2009年8月3日）
- カラガンダ州 （2010年4月22日）
- 熊本市 （2010年4月22日）
- バスラ県（2011年10月5日）
- モンテビデオ（2012年6月11日）
- モラヴィア・スレスコ州（2014年11月20日）
- マンダレー （2016年5月2日）

## 著名な出身者・ゆかりの人物
- ソ・イングク (歌手・俳優)
- チャン・ギヨン（モデル・俳優）
- キム・テヒ (女優)
- オ・ユナ (女優・元レースクイーン)
- ユラ（女優）
- ハン・ソヒ（女優）
- イ・ジェソン (サッカー選手)
- 重光武雄（ロッテグループ創業者）
- ウォンビン (歌手) (歌手・RIIZEのメンバー)
- テイ (歌手) - (ハングル表記は「테이」、우리 의 울산〔ウリ・エ・ウルサン、「我々の蔚山」「我等が蔚山」の意〕という持ち歌もある)